# 向中野
向中野（むかいなかの）は、岩手県盛岡市の地名。住居表示実施区域の向中野一丁目〜向中野七丁目及び未実施の地番区域（大字）からなる。郵便番号は020-0851。

## 地理
岩手県盛岡市南西部に位置する。
域内は住宅地及びロードサイド店舗が多くを占めているが、田畑も点在する。

## 歴史
江戸時代に盛岡城下が成立する際、中野村に対し、北上川の対岸であることから向中野と称したことが地名の由来である。なお、仮名付帳には本宮村及び仙北町村が当村の枝村として記録され、幕府に対しては当村の内に含められた。水田は雫石川の旧河道に、自然堤防等に集落や畑が作られ、湿地は鳥泊堤として狩猟及び繁殖用に用いられ、ため池や鳥溜りに当たる道明堤は鳥見によって管理された。
1889年（明治22年）、南岩手郡本宮村、向中野村、下鹿妻村、仙北町村の一部が合併し、本宮村が発足、その大字となる。
1941年（昭和16年）に本宮村が盛岡市に編入され、当市の大字となる。1968年（昭和43年）に住居表示が実施され、向中野の一部から仙北二丁目及び三丁目、南仙北一丁目～三丁目、東仙北二丁目が新設、1969年（昭和44年）には西仙北二丁目が新設された。
1990年（平成2年）から土地区画整理事業が実施され、区画整理・再開発が行われ、各種研究機関や大型ショッピングセンターなどが進出する新しい街並みが形成されており、盛岡南新都市（ゆいとぴあ盛南）の一部を形成する地区となっている。また、当事業に関連し、住居表示が順次実施され、向中野一丁目～七丁目及び大字からなり、現在に至る。

## 世帯数と人口
2024年（令和6年）4月30日現在の世帯数と人口は以下の通りである。
| 大字・丁目 | 世帯数   | 人口   |
| ---------- | -------- | ------ |
| 向中野     | 3248世帯 | 7632人 |

## 交通

### 鉄道
域内に鉄道駅は存在しない。仙北町駅が最寄り駅となる。

### 道路
- 盛岡西バイパス（国道46号）
- 盛岡市道向中野東仙北線

## 施設
- 盛岡南地区公園
- 北鹿妻北近隣公園
- 才川公園

### 書籍
- 「角川日本地名大辞典」編纂委員会 編『角川日本地名大辞典 3 岩手県』角川書店、1985年。ISBN 4-04-001030-2。
- 平凡社『日本歴史地名大系 03 岩手県の地名』角川書店、1990年7月13日。ISBN 4-58-249003-4。